# Les Mauvaises Mères
Les Mauvaises Mères (en italien Le cattive madri) est l'un des tableaux les plus célèbres du peintre Giovanni Segantini. Il date de 1894 et est le premier d'une série de quatre dans lesquels Segantini reprend le motif de la « Femme dans l'arbre ». Les trois autres tableaux sont Le Fruit de l'Amour (Il frutto dell'amore) de 1889, Le Châtiment de la Luxure (Il castigo delle lussuriose) de 1891 et L'Ange de la Vie (L'angelo della vita) de 1894. Ces peintures sont les premières œuvres symbolistes de Segantini.

## Histoire
Les deux images se situant en hiver sont inspirées par le poème Nirvana qui fait référence à une légende bouddhiste, écrit par le moine Pandjavalli de Mairondapa au XIIe siècle en sanskrit. L'ami de Segantini, Luigi Illica, a traduit le poème en italien. Il se lit comme suit :
« Dort oben in den unendlichen Räumen des Himmels / strahlt Nirwana
dort, hinter den strengen Bergen mit grauen Zacken /
scheint Nirwana!
[…] So die böse Mutter im eisigen Tal / durch ewige Gletscher
wo kein Ast grünt und keine Blume blüht / schwebt umher.
Kein Lächeln, keinen Kuß bekam dein Sohn / o unnütze Mutter?
So wird das Schweigen dich quälen / schlagen und stoßen
eisige Larve in den Augen Tränen / aus Eis gemacht!
Seht sie an! Mühsam wankt sie / wie ein Blatt! …
Und um ihren Schmerz ist nur Schweigen; / die Dinge schweigen.
Jetzt aus dem eisigen Tal / erscheinen Bäume!
Dort aus jedem Ast ruft laut eine Seele / die leidet und liebt;
und das Schweigen ist besiegt und die so menschliche /
Stimme sagt:
„Komm! Komm zu mir o Mutter! gib mir die Brust, das Leben, ich habe vergeben!…“
Das Phantasma zu dem süßen Ruf /
fliegend eilt und bietet dem zitternden Ast / die Brust, die Seele,
oh Wunder! Sieh! Dem Ast schlägt ein Herz! Der Ast hat Leben!
Nun! Es ist das Gesicht eines Kindes, das an der Brust saugt /
gierig und küßt …! »
— Beat Stutzer, Roland Wäspe (Hrsg.): Giovanni Segantini. Verlag Gerd Hatje, Ostfildern 1999, p. 51 f.
        
« (Là-haut dans les espaces infinis du ciel / Nirvana brille là, derrière les montagnes sévères aux pointes grises / semble le nirvana ! […] Comme la mère maléfique dans la vallée glacée / à travers les glaciers éternels où aucune branche ne devient verte et aucune fleur ne fleurit / ne flotte autour. Ton fils n'a pas de sourire, pas de bisou / o mère inutile ? Alors le silence va te tourmenter / frapper et bousculer larve glacée dans les yeux larmes / faite de glace ! Regarde la! Elle chancelle laborieusement / comme une feuille ! ... Et autour de sa douleur il n'y a que le silence ; / les choses sont silencieuses. Maintenant de la vallée glacée / des arbres apparaissent ! Là, de chaque branche, une âme appelle fort / qui souffre et aime ; et le silence est vaincu et le si humain / la voix dit : "Viens! Viens à moi ô mère ! donne-moi le sein, la vie, j'ai pardonné !..." Le fantasme au doux appel / se dépêche de voler et offre la branche tremblante / le sein, l'âme, Oh merveille ! voir! La branche a un cœur ! La branche a de la vie ! Alors! C'est le visage d'un enfant qui tète le sein / gourmande et bisous…! »
L'artiste transfigure les célèbres vers de l'auteur et les ramène sur la toile, suivant un procédé typiquement symboliste, qui consiste à partir du concept pour ensuite atteindre l'image. C'est grâce à cette œuvre, acclamée par la Sécession viennoise et achetée par le gouvernement autrichien, que Segantini a été compté parmi les représentants du symbolisme européen, tandis qu'en Italie, de nombreuses critiques se répandaient envers le cycle du Nirvana, considéré comme une interprétation erronée du texte d'Illica.

## Thème de la maternité
Le thème de la mère qui refuse d'aimer son nouveau-né et qui n'est rachetée qu'après une longue période de souffrance lorsqu'elle retrouve son enfant a profondément marqué Segantini. Le thème abordé dans le tableau est lié aux événements autobiographiques du peintre, qui a perdu sa mère à la suite d'une maladie quand il avait sept ans et a ensuite été chassé par sa demi-sœur. Ce fait a ouvert en lui un immense vide qui, plus tard, s'est transformé en une véritable obsession.C'est peut-être une des raisons pour lesquelles, devenu adulte, il idéalise la maternité et élève la bonne mère au rang de Madone laïque faisant corps avec la création. Peut-être incapable d'accepter sa propre perte et le sentiment d'être abandonné, il peint les images dans lesquelles de mauvaises mères et des femmes sans cœur souffrent pour leurs actes. L'artiste met en scène une véritable condamnation à l'encontre de toutes celles qui, pour quelque raison que ce soit, ont refusé la maternité dans la vie pour affirmer leur liberté sexuelle. La petite-fille de Segantini, Gioconda Leykauf-Segantini, a écrit : « La lecture du poème Nirwana de Luigi Illica a laissé une profonde impression sur mon grand-père. Il tourne autour du thème de la maternité refusée, la punition des mauvaises mères qui doivent endurer de longues souffrances avant de pouvoir être rachetées. »
Un aspect typique du courant symboliste est, en effet, le contraste binaire entre la femme en tant que mère, célébrée par Segantini lui-même dans le tableau L'Ange de la vie, et la femme en tant que femme, qui ayant abdiqué sa mission première, doit nécessairement purger sa peine.

## Tableaux

### Le Fruit de l'Amour(1889)

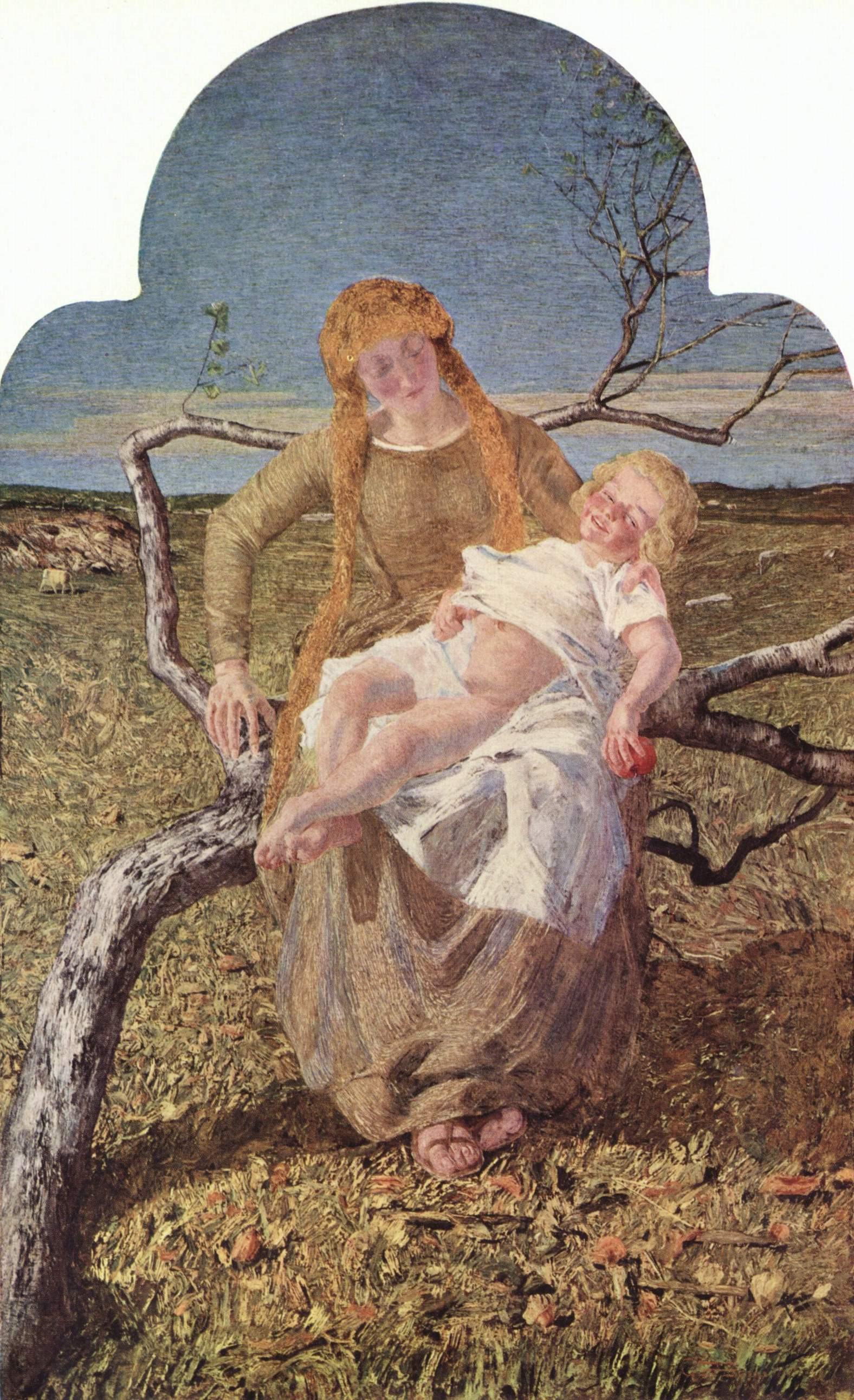
Le Fruit de l'Amour Il frutto dell'amore.

Avec L'Ange de la Vie, Le Fruit de l'Amour forme le pendant de Les Mauvaises Mères et Le Châtiment de la Luxure. Le motif rappelle la représentation de la Vierge à l'Enfant, qui montre la sainteté et la maternité de la Vierge Marie alliées à la fertilité de la nature : l'arbre, symbole de l'arbre de vie, commence à peine à germer et montre ses premières feuilles. Segantini a peint une relation mère-enfant paisible et harmonieuse, même si la pose de la mère et la main droite, qui n'enlace pas l'enfant mais repose sur une branche, témoignent d'un certain détachement.
Les longs cheveux blonds roux de la mère, qui se sont pris dans les branches sur d'autres tableaux, tombent lâchement sur son épaule en deux longues mèches. L'enfant un peu plus âgé est lâchement enveloppé dans un tissu transparent semblable à un voile. Il sourit joyeusement et est détendu, tenant une pomme dans sa main gauche. Une vache broute au fond à gauche, bien que le pâturage soit encore brun, comme si la neige venait de fondre.
Le tableau appartient au Musée des Beaux-Arts de Leipzig.

### Le Châtiment de la Luxure(1891)
Deux femmes à moitié nues dérivent côte à côte, flottant à mi-hauteur du sol, dormant dans un paysage de montagne glacial. Les longs cheveux roux de l'une sont pris dans les branches d'un bouleau sortant de la neige. Un deuxième bouleau est à moitié enfoui dans la neige sur la gauche. Deux autres femmes flottent en arrière-plan à gauche.

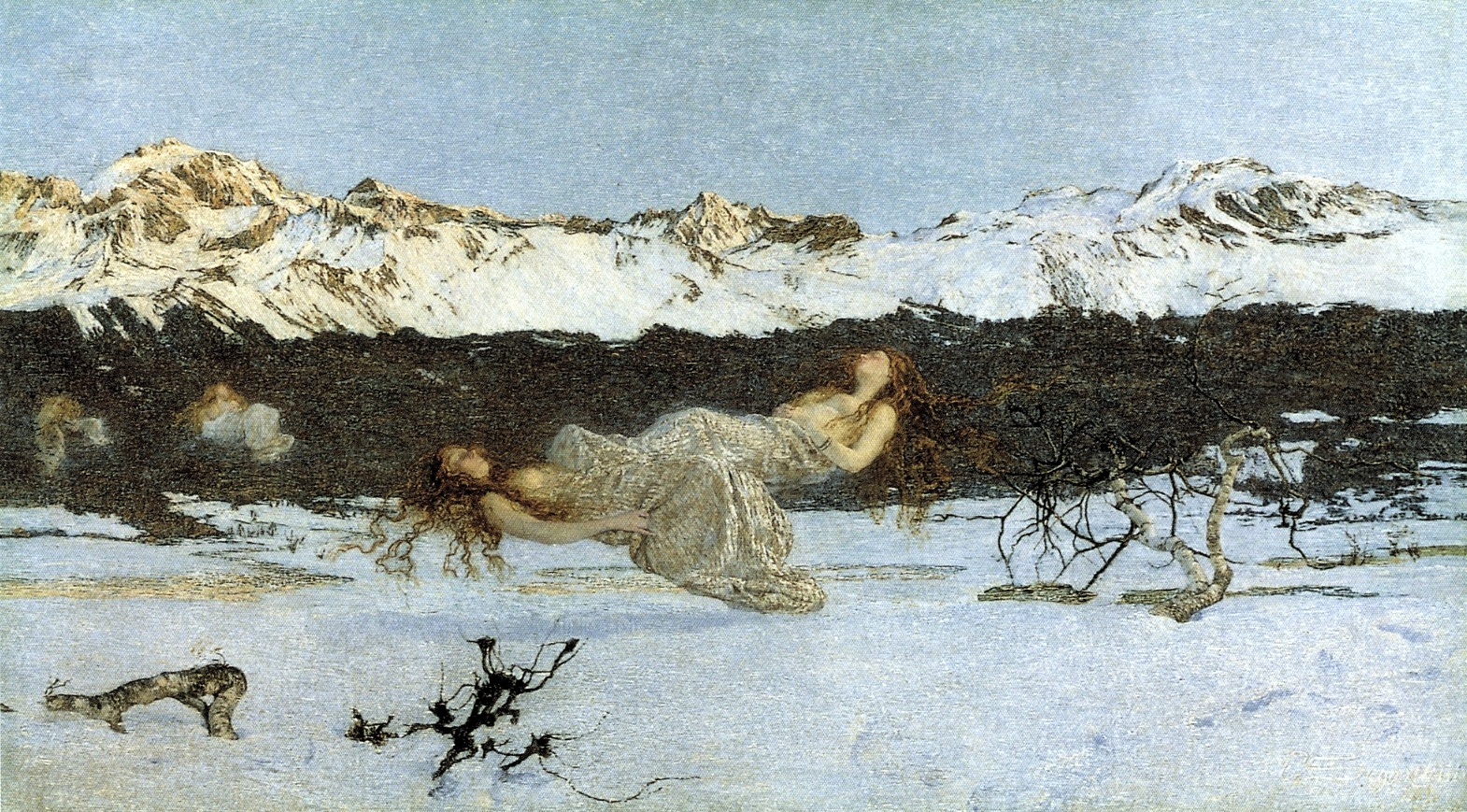
Le Châtiment de la Luxure - Le castigo delle lussuriose.

L'attitude de Segantini envers les femmes a été façonnée par l'esprit de l'époque où les femmes devaient rester à la maison et s'occuper des enfants. Bien qu'il n'ait pas suivi les normes catholiques dans sa vie privée - par exemple, il a refusé d'épouser sa compagne et mère de ses quatre enfants, Bice Bugatti - son travail a été fortement influencé par les idées religieuses. Il condamnait les femmes qui refusaient la maternité et ne jouissaient que des plaisirs de l'amour ; pour lui, elles étaient mauvaises, vaines et infructueuses. Dans ce tableau, Segantini décrit un passage du poème cité ci-dessus : « Ainsi la mère maléfique flotte dans la vallée glacée à travers des glaciers éternels, où aucune branche ne verdit et aucune fleur ne fleurit... »
La figure flottante représente les âmes des femmes qui ont avorté et qui sont forcées de dériver dans une vallée glacée en guise de punition, en attendant le salut. Contrairement à la chaleur de leur passion lorsqu'elles étaient vivantes, la punition de ces âmes est un long voyage à travers un paysage montagneux enneigé où il fait calme et froid. L'arbre rachitique attrape dans ses branches les cheveux flottants d'une des femmes, comme si même le paysage ne pouvait supporter de laisser passer ces créatures « contre nature » sans se venger.
Le tableau appartient à la Walker Art Gallery de Liverpool.

### Les Mauvaises Mères(1894)

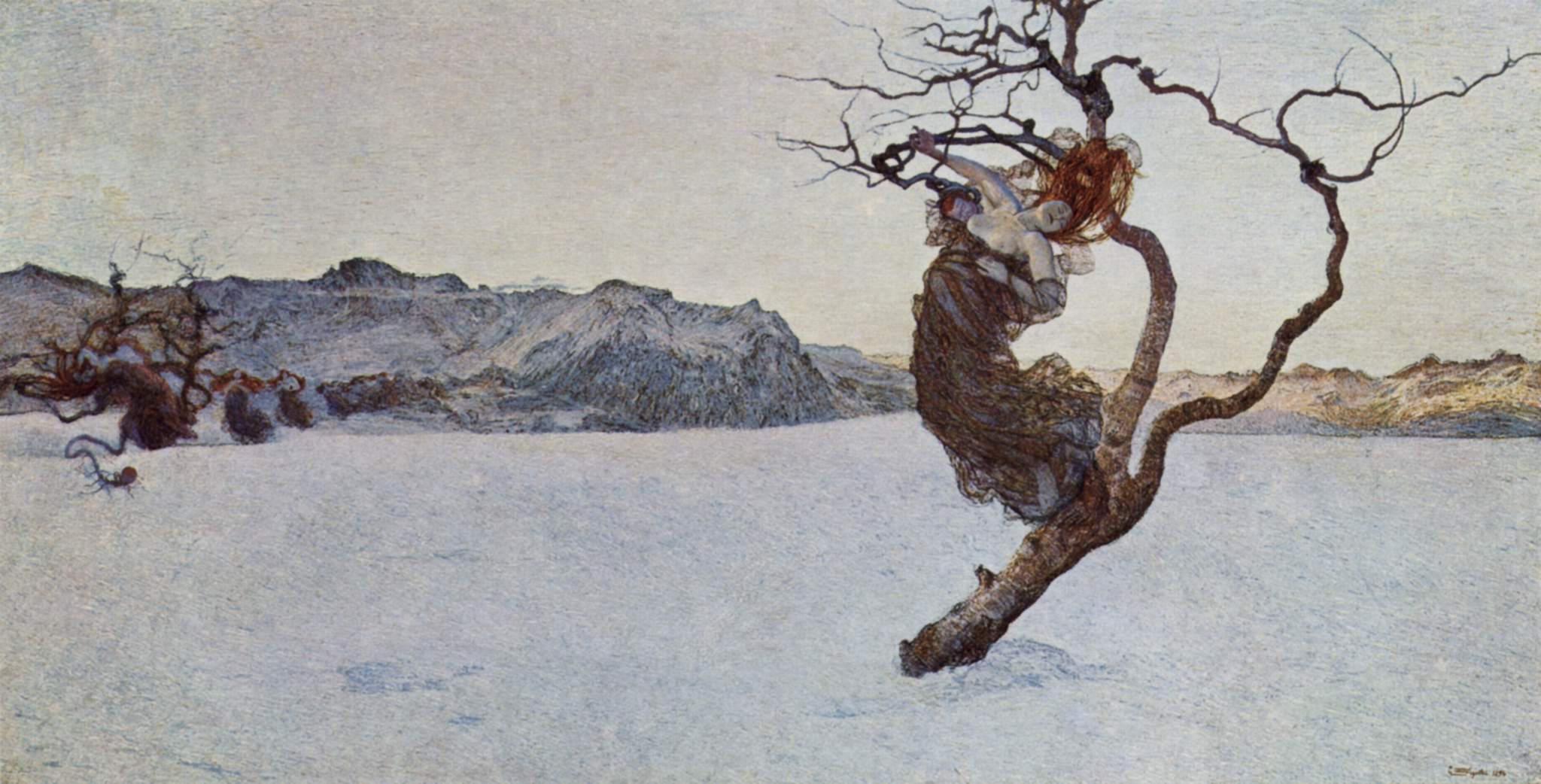
Les Mauvaises Mères Le cattive madri.

Dans le paysage hivernal de l'Alp Tussagn à l'est de Savognin avec vue vers le Piz Toissa et le Piz Curvér, un bouleau dépasse de la neige dans la moitié droite de l'image. Dans une contre-vibration à la flexion de l'arbre, une femme plane devant l'arbre, les yeux fermés ; ses cheveux couleur sable pendent sur les branches. Son corps nu est enveloppé dans une robe ressemblant à un voile qui laisse transparaître son ventre, elle semble être enceinte. Une tête d'enfant, issue d'une branche tordue comme un cordon ombilical, tète son sein droit, comme décrit dans le poème.
La pose de la femme semble montrer à la fois la joie et la douleur. L'enfant qui boit est une expérience sensuelle pour la mère, qui s'exprime par la tête tournée en arrière et les lèvres entrouvertes. Dans le poème, la mère offre à l'enfant appelant, non seulement le sein, mais aussi l'âme. Segantini l'exprime à travers la forme des grosses branches et du corps de la femme, qui forment ensemble un cœur. Une fois que l'enfant a pardonné à la mère et que le temps de la souffrance est terminé, la mère et l'enfant peuvent flotter ensemble vers le salut, vers le Nirvana scintillant d'or en arrière-plan.
Deux autres groupes de femmes sont visibles en arrière-plan : un groupe de trois à gauche et un autre à droite. L'enfant de la femme de gauche vient de percer la couche de glace, tandis que la mère, dont les cheveux ont poussé dans l'arbre, est reliée à son enfant par une racine comme un cordon ombilical. À droite, un peu en retrait de cette scène, se trouvent deux femmes qui ont su se dégager de leurs arbres.
Chaque élément du paysage est empreint d'une symbolique forte : les arbres nus et courbés et les rafales de vent froid qui enveloppent toute la vallée semblent, en fait, personnifier les instruments de torture utilisés pour punir les mères, les vides présents sur le peint sont équilibrés par le pouvoir émotionnel et visuel exercé par la mère empêtrée dans l'arbre et, de plus, le bouleau complexe, semblable à la peinture japonaise, se transforme d'un arbre de vie à un arbre de rédemption.
Le tableau appartient à la Österreichische Galerie Belvedere à Vienne (Autriche).

### L'Ange de la Vie(1894)

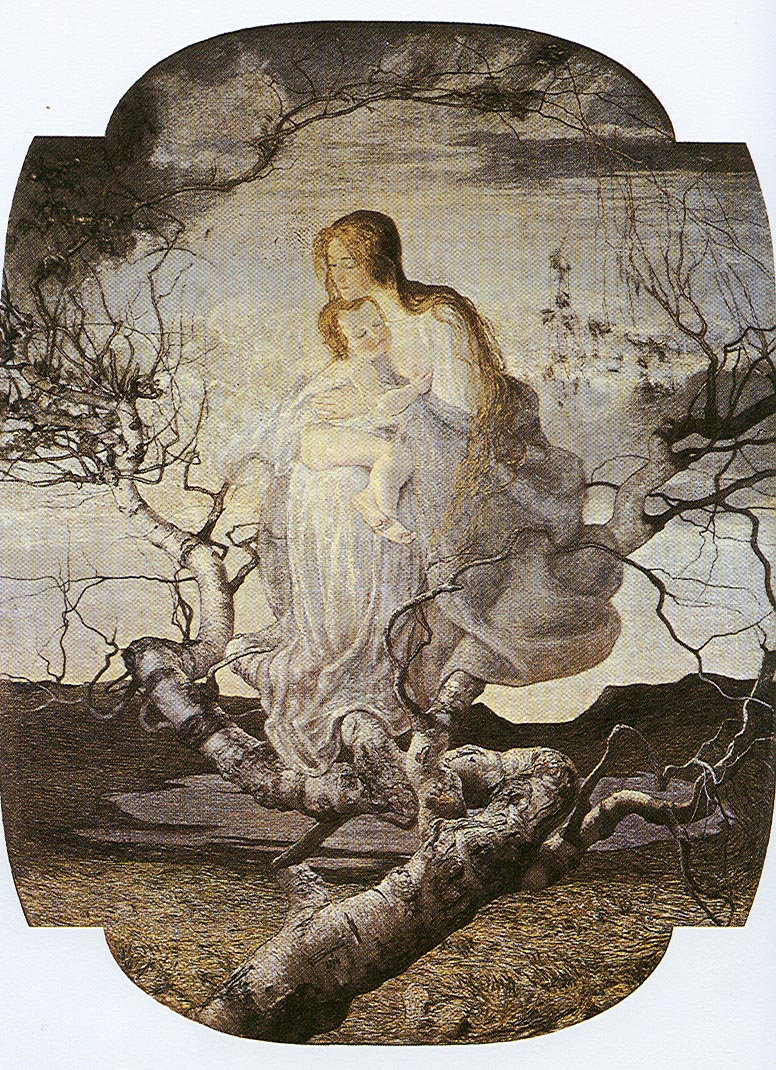
L'Ange de la Vie L'angelo della vita.

Comme dernière image de cette série, Segantini a peint L'Ange de la Vie qui pardonne, comme une contrepartie pacifique aux images d'hiver inquiétantes dans lesquelles il dépeint les « Mauvaises Mères » du poème Nirvana. Ainsi, il ferme l'arc du tableau Fruit de l'amour, qu'il a peint en premier. Au centre de l'image, une jeune femme flotte presque dans la posture d'une madone sur les branches d'un bouleau, embrassant amoureusement son enfant qui se niche en toute confiance sur le sein qui donne la vie, visible à travers la robe. Les premières feuilles vertes apparaissent sur l'arbre, la neige a fondu dans le paysage de montagne, en arrière-plan il y a une flaque d'eau.
Le tableau appartient à la Galerie d'art moderne de Milan.